# Хамиду Траоре
Хамиду Траоре (фр. Hamidou Traoré; Бамако, 7. октобар 1996) је малијски фудбалер.

## Каријера

### Клуб
Фудбалску каријеру је започео у Олимпику из Бамака, за ког је дебитовао у првој постави 2013. године.
У каријери је још играо за турске клубове Елагзиспор, Карабукспор, Адану Демирспор и Гиресунспор.
Дана 24. августа 2022. године потписао је трогодишњи уговор са Партизаном и задужио дрес са бројем осам. Након једне сезоне је напустио клуб.

### Репрезентација
Наступао је за младу репрезентацију Малија. Одиграо је један меч за сениорску репрезентацију Малија. Био је у саставу репрезентације Малија на Афричком купу нација 2021. године.